# Аристова, Зинаида Николаевна
Зинаи́да Никола́евна А́ристова (в девичестве — Овчи́нникова) (1914—1955) — передовик советского сельского хозяйства, звеньевая колхоза «Новая деревня» Оханского района Молотовской области, Герой Социалистического Труда (1948).

## Биография
Родилась в 1914 году в деревне Кривошеино Пермской губернии в крестьянской русской семье.
В 1930 году вступила и стала трудиться в колхозе «Новая Деревня», позднее совхоз «Прикамский». Со временем стала возглавлять бригаду, затем трудилась звеньевой полеводческой бригады по выращиванию картофеля и зерна. Её звено было передовым и известным на всю область. Они собирали по 30 центнеров урожая зерновых с гектара посевной площади.
В 1947 году хозяйство добилось наивысших результатов. Бригада Овчинниковой получила 30,5 центнеров ржи с гектара на площади 12,85 гектаров.
Указом Президиума Верховного Совета СССР от 19 марта 1948 года за получение высоких результатов в сельском хозяйстве и рекордные показатели в уборке урожая зерновых Зинаиде Николаевне Овчинниковой (в замужестве — Аристовой) было присвоено звание Героя Социалистического Труда с вручением ордена Ленина и медали «Серп и Молот».
Проживала в родном Оханском районе. Умерла в 1955 году.

## Награды
За трудовые успехи была удостоена:
- золотая звезда «Серп и Молот» (19.03.1948)
- орден Ленина (19.03.1948)
- другие медали.